# E. Bruce Watson
Edward Bruce Watson (* 1950) ist ein US-amerikanischer Geochemiker am Rensselaer Polytechnic Institute in Troy, New York.
Watson erwarb 1972 an der University of New Hampshire einen Bachelor in Geologie und 1976 am Massachusetts Institute of Technology einen Ph.D. in Geochemie. Als Postdoktorand arbeitete er an der Carnegie Institution of Washington, bevor er 1977 eine Professur am Rensselaer Polytechnic Institute erhielt. Forschungsaufenthalte führten ihn 1980 an die Macquarie University (Sydney, Australien) und 1984 an das Max-Planck-Institut für Chemie (Mainz, Deutschland). Seit 2011 hat er zusätzlich eine Professur für Materialwissenschaft und für Ingenieurwissenschaften inne. 
Watson befasst sich mit der Geochemie der Erdschichten, die sich Bohrungen oder anderer direkter Beobachtung entziehen. Er untersucht unter experimentellen Bedingungen, die von Druck und Temperatur her denjenigen in 150 km Tiefe entsprechen, Fluss von Schmelzen und Flüssigkeiten (darunter überkritisches Wasser), Wanderung von Atomen in Kristallen, Wachstum und Auflösung von Kristallen und deren Aufnahme von Spurenelementen, Anordnung von Spurenelementen an der Korngrenze, Mikrostruktur teilweise geschmolzener Festgesteine und das Hochtemperatur-Verhalten seltener Elemente in Mineralien, die radioaktive Elemente anhäufen und mit denen sich Informationen über die Erdgeschichte gewinnen lassen.
1996 wurde Watson in die American Academy of Arts and Sciences gewählt, 1997 in die National Academy of Sciences. 1998 erhielt er die Arthur L. Day Medal der Geological Society of America, 2005 den V. M. Goldschmidt Award der Geochemical Society, 2006 die Walter H. Bucher Medal der American Geophysical Union, 2011 die Murchison-Medaille der Geological Society of London und 2018 die Roebling Medal der Mineralogical Society of America, deren Präsident er 1998 war. 2013 wurde er Ehrendoktor der University of Chicago.